# Soissons Margit örmény királyné
Soissons Margit (1345/50 – Kairó, 1379/1381. július 4. előtt), franciául: Marguerite de Soissons, örmény királyné, V. (Lusignan) Leónak, az utolsó örmény királynak a felesége.

## Élete
Édesapja Soissons János, Famagusta bírája. Édesanyja Milmars-i Mária (–1369), aki másodszorra Laszkarisz-Kaloferosz Jánoshoz ment feleségül 1367-ben.
Három testvére volt. Nővére, Alíz Nores-i Baldvinhoz ment feleségül. Fivérei voltak Arnold, aki 1355-ben Babin Lujzával kötött házasságot, és János, aki 1377-ben Rauni Johannát választotta nejéül.
Első férje Honfroy de Scandelion volt. Vagy már közvetlenül 1369 után vagy csak 1372 után ment feleségül Lusignan Leóhoz, Lusignan János örményországi régens házasságon kívül született fiához, örmény trónkövetelőhöz, aki 1372-ben a Jeruzsálemi Királyság címzetes udvarmestere címet nyerte el II. Péter ciprusi királytól.
Férjét 1374-ben meghívták az örmény trónra, így Margit is vele tartott Leó anyja társaságában.
Férjével együtt koronázták mindenörmények királyává és királynéjává őket latin és örmény rítus szerint 1374. szeptember 14-én Sziszben, a Szent Bölcseség-székesegyházban.
Margit királyné egy leánygyermeket szült második férjének, akit Máriának neveztek el. V. Leó örmény királyt családjával együtt hurcolták egyiptomi fogságba, miután az egyiptomi csapatok elfoglalták az örmény fővárost 1475. április 15-én. A királyi családdal viszonylag jól bántak, de Margit királyné és leánya, Mária hercegnő a fogság ideje alatt Kairóban haltak meg 1381. július 4-e előtt. Anyát és lányát a kairói Szent Márton templomban helyezték végső nyugalomra az alexandriai pátriárka közreműködésével örmény rítus szerint.

## Gyermeke
- 1. férjétől, Honfroy de Scandelion úrtól, nem születtek gyermekei
- 2. férjétől, V. (Lusignan) Leó (1342–1393) örmény királytól, 1 leány:
  - Mária (Szisz, Kis-Örményország (Kilikia), 1374. augusztus – Kairó, 1381. július 4. előtt) örmény királyi hercegnő